# Maradhoo
Maradhoo är en ö i Maldiverna. Den ligger i den södra delen av landet. På östra sidan finns bebyggelse och på västra sidan växtlighet.